# Senado de Milán
El Senado de Milán fue uno de los más potentes tribunales de máxima instancia a nivel europeo, tan temido y prestigioso como para tener voz y voto en las distintas dominaciones que gobernaron Milán en el curso de tres siglos, del siglo XVI al XVIII.

## Historia
El Senado milanés fue creado por el rey Luis XII de Francia con el Edicto de Vigevano del 11 de noviembre de 1499 sobre el modelo de los parlamentos franceses. Su deseo era, una vez derrotado Ludovico il Moro y presentadas sus pretensiones sobre el ducado milanés en calidad de descendiente de Valentina Visconti, reorganizar el sistema judiciario según las nuevas exigencias gobernativas.
El nuevo y potentísimo órgano, llamado Senatus y que sustituía tanto al consilium secretum como al consilium iustitiae de sello visconteo-sforzesco, obtuvo una vasta serie de prerrogativas, muy superiores a la de las dos instituciones que sustituía.
Junto al derecho de interinación, es decir, el derecho de confirmar y hacer seguir los actos del soberano, el Senatus fue depositario desde el inicio de la administración de justicia, entendida más que como gestión directa de las simples causas (cosa que hacía solo en parte), sobre todo, como controlador de las magistraturas inferiores presentes en el ducado.
En el momento de la creación estaba formado por 17 miembros (llamados senadores), elegidos entre los personajes de más lustre de la ciudad y que ya habían formado parte de los consejos sforzescos. Junto a estos miembros milaneses se sentaban algunos franceses, hombres de confianza de Luis XII.
Con el tiempo, sin embargo, el número de senadores fue aumentando y ya en 1535, con el paso definitivo paso de Milán a la órbita del Imperio, se había incrementado a 27 más el presidente. Había además nueve caballeros, cinco prelados y trece jurisconsultos, éstos último todos lombardos, sefún la voluntad del último Sforza, Francisco II.